# Eclipse lunar de 8 de outubro de 1995
| Eclipse Lunar Penumbral 8 de outubro de 1995 | Eclipse Lunar Penumbral 8 de outubro de 1995 |
| --- | -------------------------------------------- |
| A Lua cruza a parte norte da zona de penumbra da Terra, de oeste para leste (da direita para a esquerda), com o disco lunar um pouco menos brilhante que o normal. |                                              |
| Gamma | +1,1179                                      |
| Saros (e membro) | 117 (51 de 72)                               |
| Sequência de eclipses lunares |                                              |
| Anterior | 15 de abril de 1995                          |
| Próximo | 4 de abril de 1996                           |
| Duração (hr:mn:sc) |                                              |
| Penumbral | 4:07:37                                      |
| Fases e Horários do Eclipse (UTC) |                                              |
| P1 | 14:00:20                                     |
| Máximo | 16:04:11                                     |
| P4 | 18:07:56                                     |

O eclipse lunar de 8 de outubro de 1995 foi um eclipse penumbral, o segundo e último de dois eclipses do ano, e único como penumbral. Teve magnitude penumbral de 0,8252 e umbral de -0,2115. Teve duração de cerca de 247 minutos.
A Lua cruzou a região norte da faixa de penumbra da Terra, em nodo descendente, dentro da constelação de Peixes, próximo à constelação de Áries.
A faixa penumbral cobriu grande parte do disco lunar, aproximadamente 75% da superfície, tornando a face lunar menos brilhante do que o normal, além de escurecer discretamente seu polo sul, voltado para a região da umbra terrestre. Apenas a região norte da Lua ficou de fora da área eclipsada.

## Série Saros
Este eclipse pertence ao ciclo lunar Saros de série 117, sendo o membro de número 51 de um total de 72 eclipses na série.

## Visibilidade
Foi visível na Ásia, Austrália, Nova Zelândia, Oriente Médio, Oceano Índico, boa parte da Europa e da África, centro-oeste do Pacífico e no extremo noroeste da América do Norte.
| Região do planeta onde o eclipse foi visível durante o máximo da totalidade - 16:04 UTC. A região do Camboja e das Filipinas obteve a melhor observação do meio do eclipse, de onde foi visível à meia-noite. |
| Mapa de visibilidade do eclipse |